# اشلی نادسان
اشلی نادسان (انگلیسی: Ashley Nadesan؛ زادهٔ ۹ سپتامبر ۱۹۹۴) بازیکن فوتبال اهل بریتانیا است.
از باشگاه‌هایی که در آن بازی کرده‌است می‌توان به باشگاه فوتبال کارلایل یونایتد اشاره کرد.